# Химиченко, Александр Васильевич
Александр Васильевич Химиченко (укр. Олександр Васильович Химиченко; 30 июля (11 августа) 1856, Корсунь — 17 мая 1948, Львов) — украинский флейтист и музыкальный педагог.

## Биография
Сын Василия Семёновича Химиченко (1835—?), флейтиста в крепостном оркестре князя Павла Лопухина в его имении в Корсуне, после отмены крепостного права перебравшегося в Киев и успешно игравшего в различных оркестрах, а в 1876—1880 гг. преподававшего флейту в Киевском музыкальном училище; для Химиченко-старшего написана Фантазия на две украинские народные темы Николая Лысенко.
Начал учиться музыке у своего отца, затем в 1874—1879 гг. учился в Московской консерватории у Фердинанда Бюхнера (флейта), Николая Рубинштейна (оркестр) и Петра Чайковского (гармония).
По возвращении в Киев занял пульт флейты в оркестре Киевской оперы и играл в этом оркестре до 1941 года. В 1880 году сменил своего отца во главе класса флейты Киевского музыкального училища. В 1913 году после создания Киевской консерватории стал первым профессором флейты и преподавал до 1943 года, в разные годы преподавал также обязательное фортепиано, теорию и историю музыки, сольфеджио. Помимо заметных украинских флейтистов Андрея Проценко и Льва Рогового, класс флейты Химиченко окончил один из вождей Холодноярской республики Пётр Чучупак, среди его учеников по теоретическим дисциплинам были Леонид Николаев и Николай Покровский.
Выступал как музыкальный критик в киевских газетах «Заря» и «Киевское слово». В 1940 году опубликовал мемуарный очерк о П. И. Чайковском «Памятные встречи» (в сборнике «П. И. Чайковский на Украине. Материалы и документы») и статью «Некоторые особенности музыкального языка Чайковского» (укр. Деякі особливості музичної мови Чайковського, в журнале «Радянська музика»), в составе которой напечатал два письма Чайковского (в одном из них Чайковский просит у Химиченко совета относительно фруллато — особого приёма игры на флейте, который он затем использовал в музыке балета «Щелкунчик»). Мемуар Химиченко в несколько расширенном виде и под названием «Воспоминания из далёкого прошлого» неоднократно перепечатывался.
Кавалер орденов Святой Анны II степени (1911) и «Знак почёта» (1938).
Сестра, Прасковья Васильевна, — с 1882 года на протяжении многих лет хористка Большого театра в Москве.